# Xinhui (Pengxi)
Xinhui (新会镇,  Xīnhuì Zhèn) ist eine Großgemeinde im Südwesten der Volksrepublik China. Sie gehört zum Verwaltungsgebiet des Kreises Pengxi, der seinerseits der bezirksfreien Stadt Suining in der Provinz Sichuan unterstellt ist. Die Großgemeinde hat eine Fläche von 36,9 Quadratkilometer, etwa 20 600 Einwohner (2017) und liegt etwa 7 km östlich des Zentrums von Pengxi.
Die Großgemeinde wurde 1954 gegründet und im Zuge des sozialistischen Aufbaus Xinhui, dt.: „Neue Versammlung“ benannt. 1992 wurde die bis dahin bestehende Großgemeinde Shandong (上东镇) nach Xinhui eingegliedert.
Xinhui ist in 20 Verwaltungsdörfer und eine Einwohnergemeinschaft unterteilt. Die Dörfer sind:
- Fuya (富垭村),
- Tashui (踏水村),
- Lianglukou (两路口村),
- Liba (里坝村),
- Yuehuangguan (岳皇观村),
- Pipajing (琵琶井村),
- Qinghua (青华村),
- Maoshan (猫山村),
- Weigan (桅杆嘴村),
- Laomu (老木垭村),
- Huiyu (会宇坝村),
- Lingzhi (灵芝村),
- Chuanjiang (川江村),
- Tianjiaba (田家坝村),
- Xinhe (新河村),
- Wangjiawan (王家湾村),
- Wuligou (五里沟村),
- Linyan (林岩村),
- Datianwan (大田湾村),
- Luonian (骡埝村).

Die Landwirtschaft ist der Hauptindustriefaktor in der Großgemeinde. 2017 wurden 7000 ha Reis, 8000 ha Mais, 1900 ha Süßkartoffeln, 2900 ha Soja, 3000 ha Erdnüsse und 6200 ha Weizen (auch zeitlich versetzt auf gleichen Anbauflächen) angebaut. Zur Armutsreduzierung wurden Programme zum Aufbau von kleineren Anlagen für die Geflügel-, Rinder- und Schafzucht zur Fleischproduktion organisiert.